# Janda (Nowa Sarzyna)
Janda – część miasta Nowa Sarzyna, w Polsce, w województwie podkarpackim, w powiecie leżajskim, w gminie Nowa Sarzyna.
Dawniej część wsi Ruda Łańcucka.